# 沙西
沙西（法語：Chassy，法語發音：[ʃasi] ⓘ）是法国勃艮第-弗朗什-孔泰大区约讷省的一个市镇，属于欧塞尔区。

## 地理
沙西（47°51'7"N, 3°20'54"E）面积16.45 平方千米，位于法国勃艮第-弗朗什-孔泰大區约讷省，该省份为法国中北部内陆省份，西接卢瓦雷省，西北接塞纳-马恩省，南至涅夫勒省，东临科多尔省，东北与奥布省接壤。
与沙西接壤的市镇（或旧市镇、城区）包括：圣莫里斯蒂祖阿耶、卢皮耶尔堡、莱索尔姆、托隆河畔普瓦伊、勒瓦勒多克尔、蒙托隆。

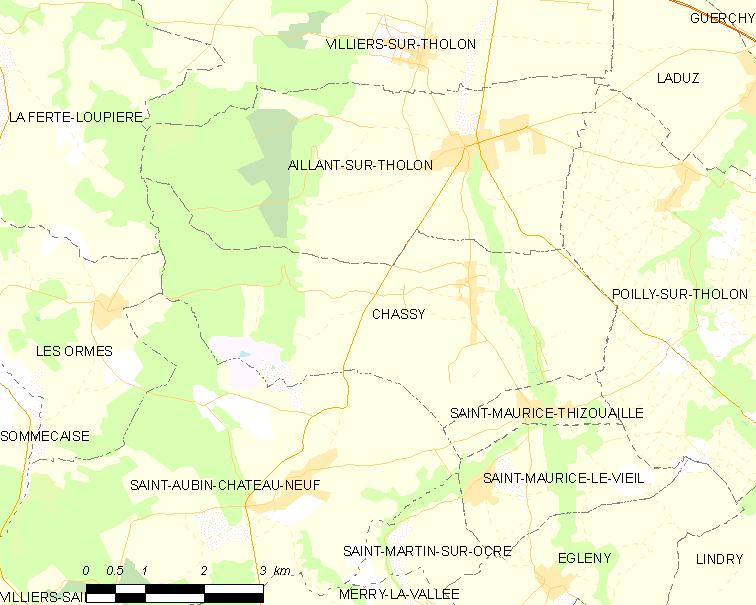
沙西的OSM定位图

沙西的时区为UTC+01:00、UTC+02:00（夏令时）。

## 行政
沙西的邮政编码为89110，INSEE市镇编码为89088。

## 政治
沙西所属的省级选区为沙尔尼-奥雷德皮赛县。

## 人口

1962-2008年间沙西人口变化图示

沙西于2022年1月1日时的人口数量为475人。